# Georg Friedrich Haas

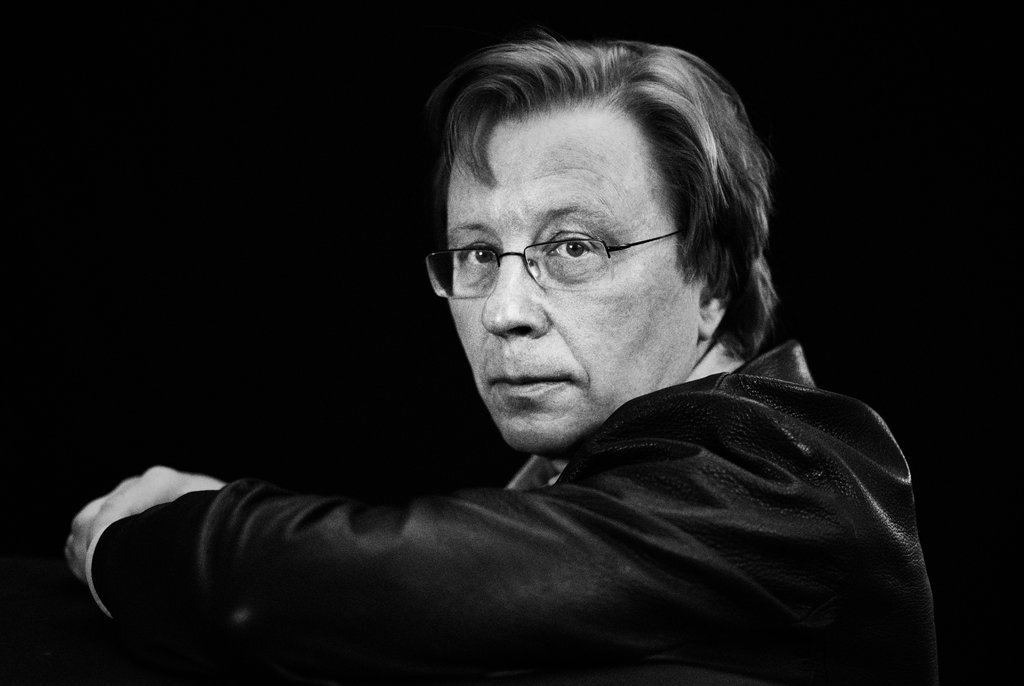
Georg Friedrich Haas in 2014

Georg Friedrich Haas (Graz, 16 augustus 1953) is een Oostenrijks componist en muziekpedagoog.

## Biografie
Van 1972 tot 1979 volgt Haas zijn muziekopleiding aan de Hogeschool voor Muziek in Graz.  Hij krijgt onderricht in compositie van Gösta Neuwirth, Ivan Eröd, in piano van Doris Wolf; daarnaast krijgt hij nog les in muziekpedagogiek. In 1978 wordt hij er assistent en in 1989 wordt hij er assistent professor op het gebied van contrapunt, analyse, hedendaagse compositietechnieken en microtonen. Tijdens dit alles volgt hij van 1981 tot 1983 ook een opleiding van de Hogeschool voor Muziek in Wenen bij Friedrich Cerha. In 1980, 1988 en 1990 volgt hij nog een opleiding in Darmstadt. In 1991 neemt hij deel aan "Stage d’Informatique Musicale pour Compositeurs" van IRCAM, het internationale instituut voor elektronische muziek in Parijs.

Hij ontvangt voor zijn muziek diverse cultuurprijzen en krijgt veel opdrachten voor nieuwe composities. In 2006 wordt hij bijvoorbeeld met de Grote Oostenrijkse Staatsprijs onderscheiden.

## Oeuvre (selectie)
- (1991): Nacht-schatten (ensemble);
- (1994): "....", Dubbelconcert voor accordeon, altviool en kamerensemble.
- (1995): ...Einklang freier Wesen... (10 musici);
- (1998): Nacht (opera);
- (1999): ...Wer, wenn ich schriee, hörte mich .... (percussie en ensemble);
- (2000): in vain (voor 24 musici)
- (2006): Hyperion

## Beschrijvingen
Voor beschrijvingen van Haas' composities, zie de categorie compositie van Georg Friedrich Haas.

## Bron en externe link
- Haas;uitgebreidere opgave van werken
- uitgave Kairos

- Bibsys: 3048705
- Bibliothèque nationale de France: cb12571369s (data)
- CiNii: DA16198381
- Gemeinsame Normdatei: 120131196
- International Standard Name Identifier: 0000 0001 1449 1304
- Library of Congress Control Number: n97109667
- Nationale Bibliotheek van Letland: 000156485
- MusicBrainz: 6373179f-fc88-4dab-a5f7-9a340fd14d98
- Nationale Bibliotheek van Tsjechië: xx0150290
- Nationale Bibliotheek van Israël: 987007583733505171
- Nationale Bibliotheek van Polen: a0000002392463
- Système universitaire de documentation: 156723840
- Virtual International Authority File: 79122120
- WorldCat: E39PBJqK6HrqHF7bcV4gfVyw4q